# シコルスキー S-70

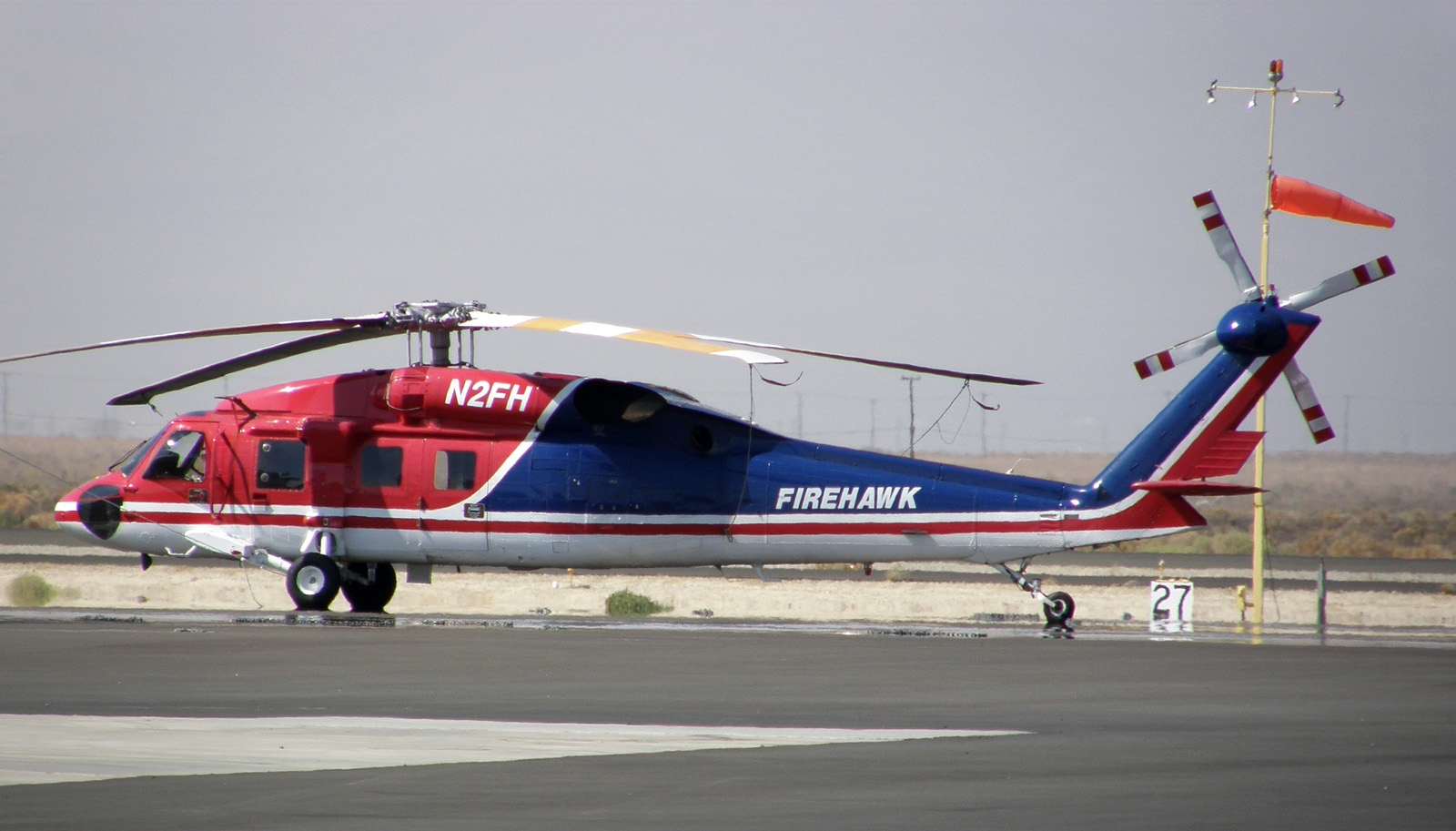
S-70C ファイヤーホーク

シコルスキー S-70（Sikorsky S-70）は、シコルスキー・エアクラフト社製の軍用および民用型の中型ヘリコプター。
1979年にアメリカ陸軍の受注を勝ち取ったUH-60 ブラックホークの設計を元にしている。

## 開発
S-70ファミリーは、アメリカ陸軍のUH-1を更新するために中型ヘリコプターの入札が1972年に行われた事に端を発する。試作機YUH-60Aが1974年10月に初飛行し、ボーイング・バートル社のYUH-61Aに勝って受注された。1979年、
UH-60Aとして運用を開始した。1980年代末には、より出力が向上したゼネラル・エレクトリック T700の701C エンジンを搭載したUH-60Lに更新された。新たな改修により、UH-60AとUH-60Lの運用は2020年代まで延長される見通しである。
S-70は、多様な任務遂行に対応できる。輸送能力は2,600lb（1,170kg）の貨物または懸架貨物9,000lb（4,050kg）の搭載が可能であり、兵員であれば最大で11名を搭載できる。また、M102 105mm榴弾砲を懸架しつつ、その砲弾と作業員6名を搭載することもできる。

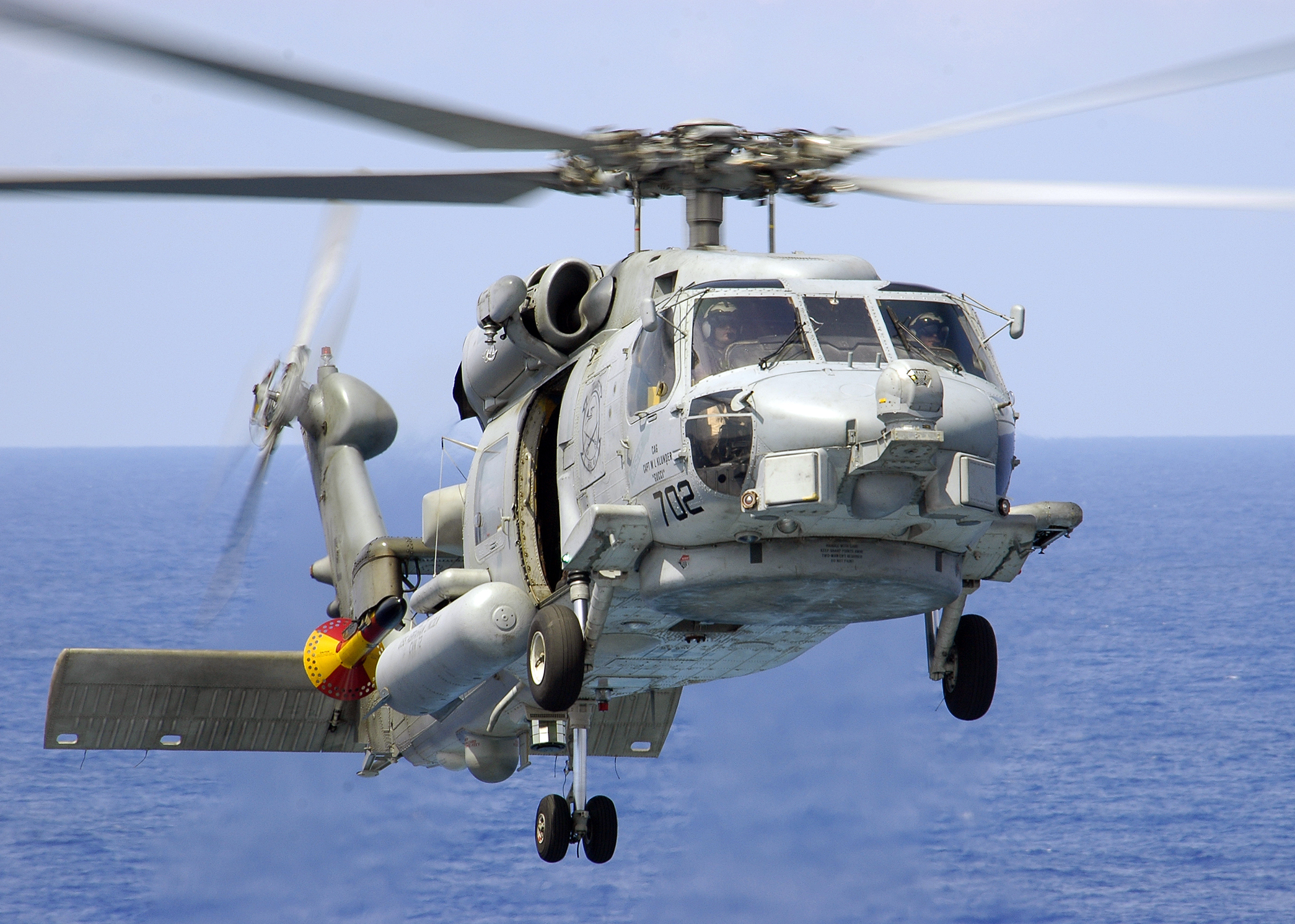
アメリカ海軍のSH-60B シーホーク

S-70は先進的な電子装備を備え、GPSも備える。アメリカ海軍はSH-2 シースプライトの後継として、1983年にSH-60B シーホークと1988年にSH-60F オーシャンホークを受領した。アメリカ空軍も、撃墜された航空機搭乗員の救出など捜索救難向けに大幅な改修を施したHH-60G ペイブ・ホークを1982年に採用し、アメリカ沿岸警備隊もHH-60Gを元にしたHH-60J ジェイホークを1992年に採用した。
S-70を元に発展型のシコルスキー S-92が開発されている。

## 派生型
UH-60 ブラックホーク
アメリカ陸軍の軽輸送 / 空中強襲機。
MH-60 ペイブ・ホーク / ブラックホーク
アメリカ陸軍の特殊作戦機。
HH-60 ペイブ・ホーク
アメリカ空軍の戦闘捜索救難機。
SH-60B シーホーク
アメリカ海軍の艦載多用途機（シーホークはトウゾクカモメの意）。
SH-60F オーシャンホーク
アメリカ海軍の艦上対潜哨戒機。
HH-60H レスキューホーク
アメリカ海軍の戦闘捜索救難機。
HH-60J ジェイホーク
アメリカ沿岸警備隊の救難機。
MH-60S ナイトホーク
多用途・補給支援機。
VH-60N プレジデントホーク
アメリカ海兵隊の要人輸送機（マリーンワンとしても活動）。
シコルスキー S-71
S-70をベースに試作した攻撃ヘリコプター。

### 発展型
シコルスキー S-92
UH-60 ブラックホークの発展型民間用中型機。
H-92 スーパーホーク
軍用型のS-92。
CH-148 サイクロン
カナダ軍向けのH-92 スーパーホーク。

## 採用国

### 軍用

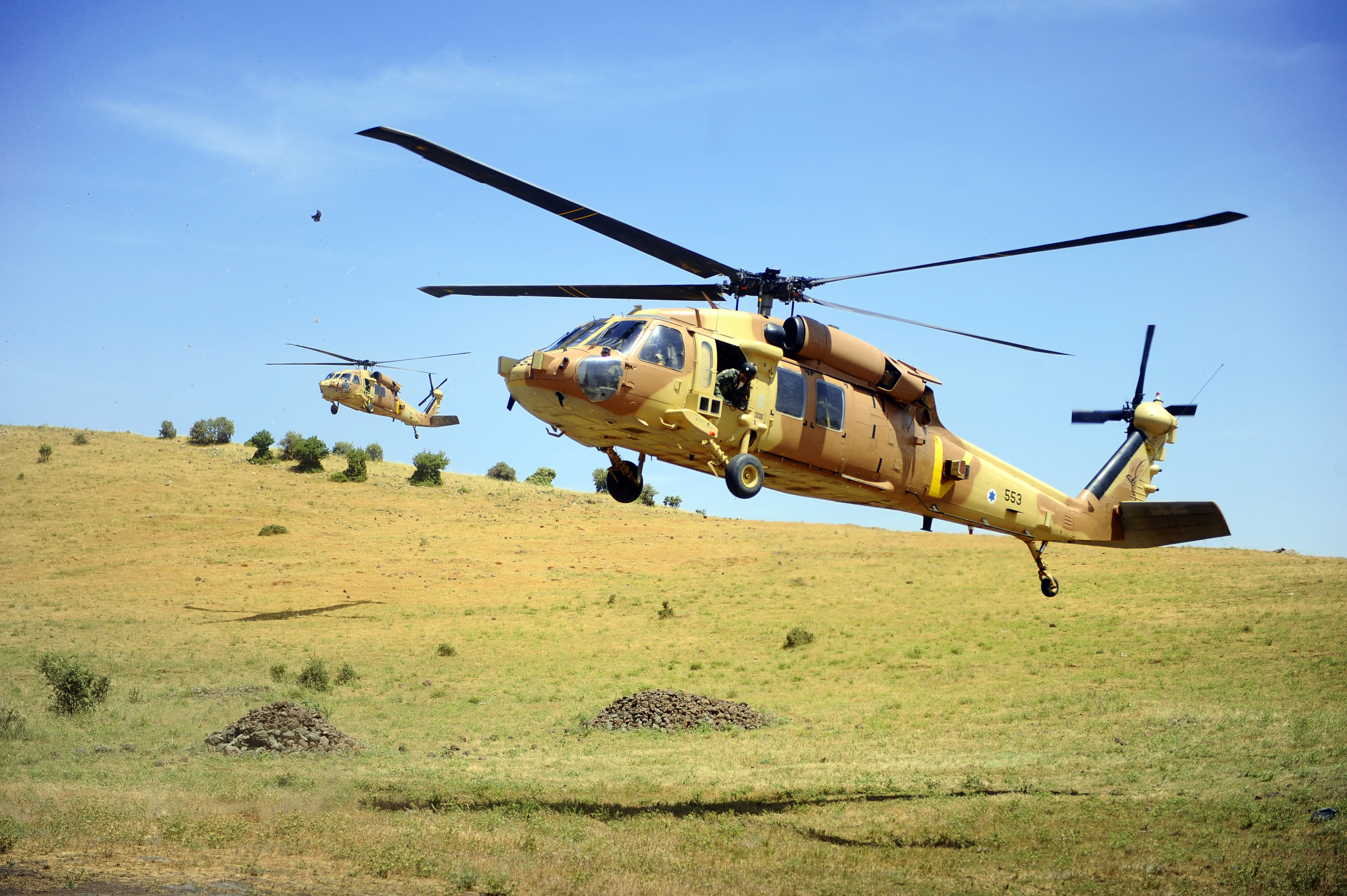
イスラエル空軍のS-70A-50

アルゼンチン
 オーストラリア
 オーストリア
- オーストリア空軍 - 2023年時点で、9機のS-70A-42を保有している[1]。

 バハマ
 バーレーン
 ブラジル
 ブルネイ
 中華人民共和国
北京軍区と成都軍区がS-70C-2を配備。
 チリ
チリ空軍
 コロンビア
コロンビア陸軍 - 2024年時点で、7機のS-70iを保有。
 エジプト
 ギリシャ
ギリシャ海軍
 イギリス領香港
Royal Hong Kong Auxiliary Air Forceが1992年から運用を開始したが、1993年から運用が香港政府飛行サービスに引き継がれる。
 イスラエル
イスラエル空軍 - アメリカ陸軍のUH-60L相当の改修型である S-70A-50 を運用。
第123飛行隊 (デザートバード・スコードロン) - 2002年からS-70A-50の運用を開始。
第124飛行隊 (ローリングソード・スコードロン) - 1994年からUH-60A、1997年からS-70A-50の運用を開始。
 日本
航空自衛隊
海上自衛隊
陸上自衛隊
 ヨルダン
 マレーシア
 メキシコ
メキシコ空軍
 モロッコ
 フィリピン

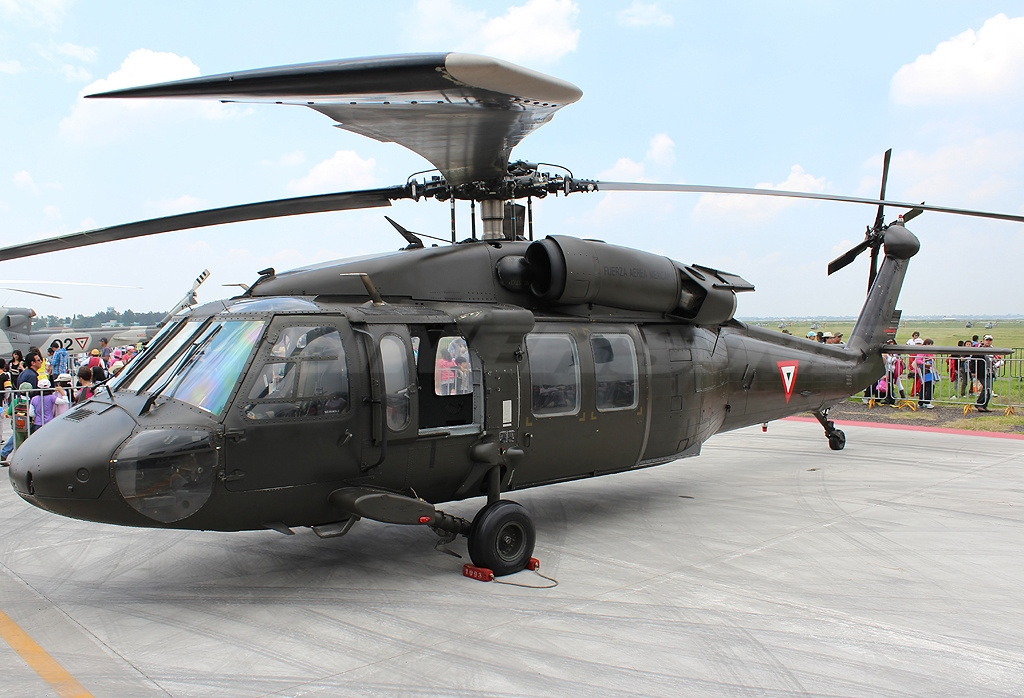
メキシコ空軍のS-70A-24

- フィリピン空軍 - 2019年にポーランド製のS-70iを16機発注し、2020年12月に最初の6機が就役[4]。

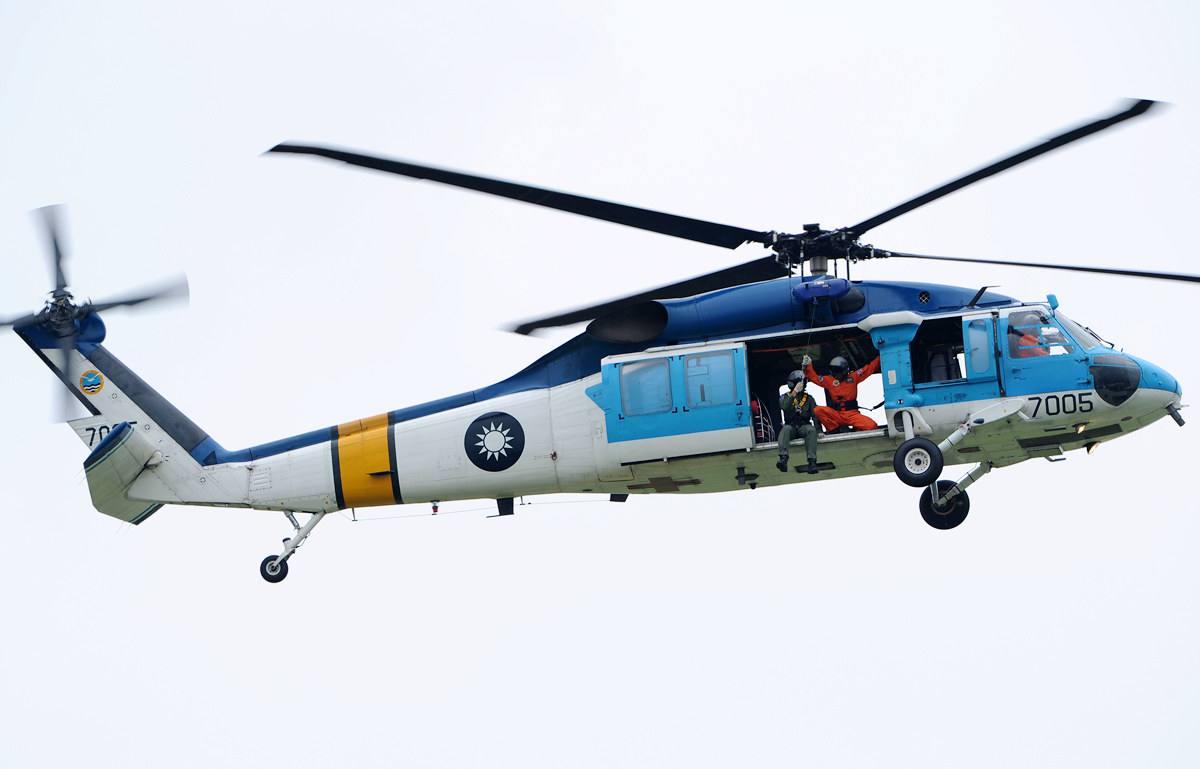
台湾空軍のS-70C

 サウジアラビア
 シンガポール
シンガポール空軍
 韓国
 中華民国
台湾空軍が1980年代半ばに24機のS-70Cを受領した。現在は20機が運用されている。
 タイ
 トルコ
 スペイン
スペイン海軍
 アメリカ合衆国
 インド
インド海軍

### 公共・民間

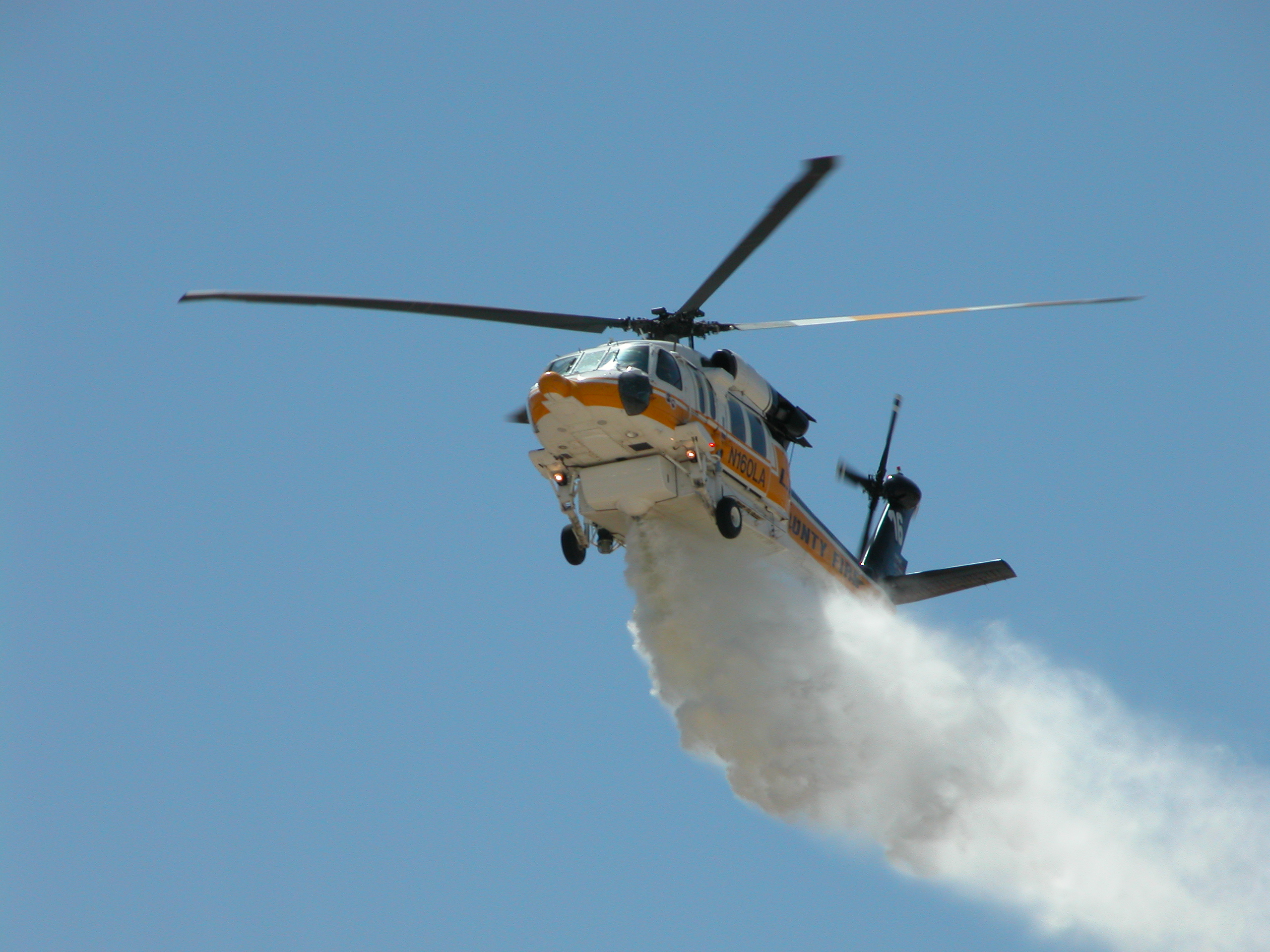
ロサンゼルス消防局のS-70A ファイヤーホーク

香港
香港政府飛行サービスが1993年-2002年にかけて運用（退役）。
 アメリカ合衆国
ロサンゼルス郡消防局

## 仕様 (S-70I)
出典: 
諸元
- 乗員: 2
- 定員: 14-17席 / 12名 / 担架6枚
- ペイロード: 4.082 kg （9,000 lbs）
- 全長: 19.76 m （64 ft 10 in）
- 全高: 5.33 m （17 ft 6 in）
- ローター直径: 16.36 m （53 ft 8 in）
- 空虚重量: 5,348 kg （11,790 lb）
- 最大離陸重量: 9,979 kg （22,000lb）
- 動力: ゼネラル・エレクトリック T700 ターボシャフト、1,450 kW （1,940 shp）   × 2
- 燃料搭載量 2,530 US gal (2,107 imp gal; 9,577 l)
  - 内蔵タンク 360 US gal (300 imp gal; 1,363 l)
  - キャビン内増槽 185 US gal (154 imp gal; 700 l)×2（オプション）
  - ドロップタンク 450 US gal (375 imp gal; 1,703 l)/230 US gal (192 imp gal; 871 l) (オプション、最大4)

性能
- 最大速度: 361 km/h （195 kt）
- 巡航速度: 302 km/h （163 kn）
- 航続距離: 460 km （250 海里）
- 実用上昇限度: 6,100 m （20,000 ft）
- 上昇率: 11.4 m/s （2,250 ft/m）

武装
- FN MAG、ブローニングM2重機関銃
- 固定武装: M240機関銃、GAU-19
- ロケット弾: ハイドラ
- ミサイル: ヘルファイア

## 登場作品

### ゲーム
『グランド・セフト・オート・サンアンドレアス』
「Raindance」という名称で登場する。作中の消防署「FDSA」所属のためか、ロサンゼルス郡消防局のカラーリングが再現されている。
『マーセナリーズ』
中国軍が使用する汎用ヘリコプターとして登場。ドアガンとして、M134 ミニガンを装備している。
『マーセナリーズ2 ワールド イン フレームス』
PS2版のみ登場。中国人民解放軍が使用。ミサイルを装備。

### アニメ映画
『名探偵コナン 紺青の拳』
作中に登場した海賊たちの乗った大型タンカーを制圧するために、数機登場した。（その際に、懸垂下降する兵士達が映ったほか、操舵室へと飛び込みタンカー内部をチェックする様子も一瞬だけ映し出された。）